# Istorija Šri Lanke
Istorija Šri Lanke je isprepletena sa istorijom šireg Indijskog potkontinenta i okolnih regiona koji obuhvataju oblasti Južne Azije, Jugoistočne Azije i Indijskog okeana. Najstariji ljudski ostaci pronađeni na ostrvu Šri Lanke datiraju od pre oko 35.000 godina (čovek Balangoda).
Proto-istorijski period počinje u 3. veku, sudeći po prakritskim hronikima poput Mahavamse, Dipavamse i Kulavamse. One opisuju istoriju od dolaska Sinhaleza (naroda koji su govorili indoevropske jezike) iz Severne Indije. U ovim hronikima nalaze se najraniji dokumenti o naseljavanju ovog ostrva. Hronike pokrivaju period od uspostavljanja Kraljevine Tambapani u 6. veku p. n. e. od najranijih predaka Sinhale. Prvi šrilankanski vladar kraljevstva Anuradapura, Pandukabaja, zabeležen je za  vek pne. Budizam je uveden u 3. veku p. n. e. zaslugom Arhata Mahinde (sina indijskog cara Ašoke). Prvi tamilski vladar kraljevstva Anuradapura, Elalan (Elara), osvajač, zabeležen je za  vek pne.
Ostrvo je tokom narednih vekova bilo podeljeno na mnogobrojna kraljevstva, povremeno (između 993–1077) ujedinjena pod vlašću Čola dinastije. Šri Lankom je vladalo 181 monarha od perioda od Anuradapure do Kandija. Od 16. veka, pojedini obalski delovi zemlje su takođe bili pod kontrolom Portugalaca, Holanđana i Britanaca. Između 1597. i 1658. godine, značajan deo ostrva bio je pod portugalskom vlašću. Portugalci su izgubili svoj posed u Cejlonu zbog holandske intervencije u Osamdesetogodišnjem ratu. Nakon Kendijskih ratova, ostrvo je ujedinjeno pod britanskom vlašću 1815. godine. Oružani ustanici protiv Britanaca dogodili su se u Uvi 1818. i Matali 1848. godine. Nezavisnost je konačno odobrena 1948. godine, ali je ova zemlja ostala dominion Britanskog carstva do 1972. godine.
Godine 1972, Šri Lanka je uspostavila status republike. Ustav je uveden 1978. godine, prema kome je šef države postao izvršni predsednik. Šrilankanski građanski rat počeo je 1983. godine. Njemu su prethodio oružani ustanak mladih 1971, što se ponovilo 1987–1989. Dvadest pet godina dug građanski rat je okončan 2009. godine.

## Praistorija
Dokazi o ranoj ljudskoj kolonizaciji Šri Lanke pojavljuju se na mestu Balangoda. Balangodski ljudi su prispeli na ovo ostrvo pre oko 34.000 godina i identifikovani su kao mezolitski lovci-sakupljači koji su živeli u pećinama. Nekoliko od tih pećina, uključujući poznatu Batadombalenu i pećinu Fa Hien, pružile su mnoge artefakte o tim ljudi, koji su smatraju prvim stanovnicima ostrva.
Čovek iz Balangode verovatno je stvorio Hortonske krčevine, u centralnim brdima, spaljivanjem drveća kako bi ulovio divljač. Međutim, otkriće ovsa i ječma u ravnicama iz perioda oko 15.000 godina pne sugeriše da je poljoprivreda već postojala u to rano doba.
Nekoliko malih granitnih alata (dužine oko 4 centimetra), zemljano posuđe, ostataci ugljenisanog drveta i glinenih pogrebnih posuda datirano je na mezolitik. Ljudski posmrtni ostaci koji datiraju iz oko 6000. p. n. e. otkriveni su tokom nedavnih iskopavanja u blizini pećine u Varana Raja Maha Vihara i na području Kalatuvava.
Cimet je poreklom iz Šri Lanke i pronađen je u Starom Egiptu već 1500. godine p. n. e., što sugeriše ranu trgovinu između Egipta i stanovnika ostrva. Moguće je da se biblijski Taršiš nalazio na ostrvu. Džejms Emerson Tenent je poistovetio Taršiš sa gradom Gal.
Postoje indikacije da je protoistorijsko rano gvozdeno doba u Južnoj Indiji bilo uspostavljeno bar 1200. godine p. n. e., ako ne i ranije. Najranija manifestacija toga na Šri Lanki je radiokarbonski datirana na oko 1000–800. p. n. e. u skloništima Anuradapura i Aligala u Sigiriji. Veoma je verovatno da će dalja istraga potisnuti šrilankansku donju granicu da se uklopi sa onom u Južnoj Indiji.
Arheološki dokazi o počecima gvozdenog doba na Šri Lanki pronađeni su u Anuradhapuri, gde je osnovano veliko gradsko naselje pre 900. godine p. n. e.. Naselje je imalo veličinu od oko 15 hektara tokom 900. godine p. n. e., ali se 700 godina pne proširilo na 50 hektara. Slična lokacija iz istog perioda takođe je otkrivena u blizini Aligale u Sigiriji.
Ljudi lovci-sakupljači poznati kao Vanijala-Aeto ili Vede, koji još uvek žive u centralnom i severoistočnom delu ostrva, verovatno su direktni potomci prvih stanovnika, belangodskog čoveka. Pretpostavlja se da su oni migrirali na ostrvo sa kopna u vreme kada su se ljudi proširili iz Afrike na Indijski potkontinent.
Kasnije su indo-arijski migranti razvili jedinstvenu hidrauličku civilizaciju zvanu Sinhala. Njihova dostignuća uključuju izgradnju najvećih rezervoara i brana drevnog sveta, kao i ogromne piramidalne stupske (dagaba na sinhalskom) arhitekture. Moguće je da je u toj fazi šrilanške kulture došlo do uvođenje ranog budizma.
Rana istorija zapisana u budističkim spisima odnosi se na tri posete Bude ostrvu da bi se video kraljeve Naga, zmijama koje mogu po želji poprimiti ljudski oblik.

## Literatura
- Arsecularatne, S. N, Sinhalese immigrants in Malaysia & Singapore, 1860–1990: History through recollections, Colombo, KVG de Silva & Sons, 1991
- Blake, Henry A. (1905). „Ceylon”. The Empire and the century. London: John Murray. стр. 707—15.
- Brohier, R. L, The Golden Age of Military Adventure in Ceylon: an account of the Uva Rebellion 1817–1818. Colombo: 1933
- Crusz, Noel (2001). The Cocos Islands Mutiny. Fremantle, WA: Freemantle Arts Centre Press. ISBN 978-1-86368-310-4.
- Liyanagamage, Amaradasa (1968). The decline of Polonnaruwa and the rise of Dambadeniya.. Department of Cultural Affairs, Government Press, Colombo, Sri Lanka.
- Mills, Lennox A. (1933). Ceylon Under British Rule, 1795–1932. Oxford U.P. ISBN 9780714620190.
- Peebles, Patrick (2006). The History of Sri Lanka. Greenwood. ISBN 9780313332050.
- Pieris, Paulus Edward (1918). Ceylon and Hollanders 1658–1796. American Ceylon Mission Press.,
- Pieris, Paulus Edward (1920). Ceylon and the Portuguese 1505–1658. American Ceylon Mission Press.,
- Silva, K. M. de (2005). History of Sri Lanka. Vijitha Yapa Publications, Sri Lanka. ISBN 978-955-8095-92-8. (1982) pp. 239–488 „complete text online free”. Архивирано из оригинала 3. 3. 2016. г.
- Silva, R. Kumar de, and Willemina G. M. Beumer, Illustrations and Views of Dutch Ceylon, 1602–1796. Serendib Publications, London, 1988.
- Sivasundaram, Sujit (2010). „Ethnicity, Indigeneity, and Migration in the Advent of British Rule to Sri Lanka”. American Historical Review. 115 (2): 428—452. doi:10.1086/ahr.115.2.428..
- Spencer, Jonathan (1990). Sri Lanka: History and the Roots of Conflict. Psychology Press. ISBN 9780203407417.
- The Betrayal of Buddhism: An Abridged Version of the Report of the Buddhist Committee of Inquiry 1956:124 pages
- Sarasin P. & Sarasin F. "Ergebnisse naturwissenschaftlicher Forschungen auf Ceylon". ["Results of Natural History Research in Ceylon."] Wiesbaden. (1908). "Band 4: Die Steinzeit auf Ceylon". [Volume Four: The Stone Age of Ceylon.]  (PDF). Превод: David Bulbeck https://web.archive.org/web/20101212171328/http://arts.anu.edu.au/bullda/sarasins.pdf. Архивирано из оригинала (PDF) 12. 12. 2010. г. Недостаје или је празан параметар |title= (помоћ).
- Deraniyagala, Siran U (n.d), Early Man and the Rise of Civilisation in Sri Lanka: the Archaeological Evidence, WWW Virtual Library Sri Lanka, Приступљено 9. 8. 2008
- Deraniyagala, Siran (1992), The Prehistory of Sri Lanka, Colombo: Department of Archaeological Survey, стр. 454, ISBN 955-9159-00-3
- Deraniyagala, Siran U (1996), „Pre- and Protohistoric settlement in Sri Lanka”, XIII U. I. S. P. P. Congress Proceedings- Forli, 8 – 14 September 1996, International Union of Prehistoric and Protohistoric Sciences, Приступљено 9. 8. 2008
- Deraniyagala, Siran U (2003), „The Urban Phenomenon in South Asia: a Sri Lankan Perspective”, Urban Landscape Dynamics - symposium; Abstracts, Uppsala University, Архивирано из оригинала 10. 11. 2007. г., Приступљено 9. 8. 2008
- Galle : "Tarshish" of the Old Testament, WWW Virtual Library Sri Lanka, Приступљено 9. 8. 2008
- Mahanama, Mahawamsa, Превод: Geiger, Wilhelm, Приступљено 9. 8. 2008
- Pichumani, K; T S Subramanian; S U Deraniyagala (5—18 June 2004), „Prehistoric basis for the rise of civilisation in Sri Lanka and southern India”, Frontline, 21 (12), Приступљено 9. 8. 2008 Проверите вредност парамет(а)ра за датум: |date= (помоћ)

## Spoljašnje veze
- -author= -
- -author= -
- -author= -
- -author= -
- -author= -
- -author= -
- -author= -
- -author= -
- -author= -
- -author= -
- -author= -